# Phonognatha joannae
Phonognatha joannae är en spindelart som beskrevs av Lucien Berland 1924. Phonognatha joannae ingår i släktet Phonognatha och familjen käkspindlar.
Artens utbredningsområde är Nya Kaledonien. Inga underarter finns listade i Catalogue of Life.